# Обернойланд (футбольный клуб, Бремен)
«Обернойланд» — немецкий профессиональный футбольный клуб из города Бремен, основанный 13 апреля 1948 года, когда заинтересованные в восстановлении немецкого спорта после войны люди собрались в ресторанчике Zum Dorfktug. Спортивное общество, основанные ими, кроме футбольного отделения, имеет также баскетбольное и гимнастическое отделения. С сезона 2022/23 клуб играет в Бремен-Лиге (V уровень).

## История
Для большинства интересующихся футболом история команды, играющей в нижних дивизионах системы футбольных лиг Германии, начинается лишь в начале 1990-х гг., когда команда из VIII уровня в 1991/92 сезоне поднимается на уровень Оберлиги (V уровень) в 1994 году и выигрывает сразу серию местных наград в связи с этим продвижением. До этого, в сезоне 1994 года, команда занимает итоговое второе место, что и предшествует победе в следующем году. «Обернойланд» выходит в Оберлигу Нижняя Саксония/Бремен (IV уровень), где команда сражается с переменным успехом за выход в Третью лигу. В итоге в 2004 году «Обернойланд» вылетает обратно на пятый уровень, в связи с очередной реорганизацией футбольных лиг. Обернойланд вернулся в четвёртый дивизион в сезоне 2006 года, играет в настоящий момент в Региональной лиге «Север».
Команда также завоёвывает Кубок Бремена по футболу (нем. Bremer Pokal) в 1993 и 2003 годах, что повлекло за собой участие в Кубке Германии; в обоих случаях команда выбывала из состязания в первом же круге. В 2008 году третий выигранный Кубок Бремена позволяет им снова участвовать в Кубке Германии; в первом круге команда побеждает «Кобленц», однако следующая встреча была с «Вольфсбургом», и команда потерпела поражение. В 2010, 2011, 2012, 2019 и в 2020 также выигрывали кубок Бремена, но в Кубке Германии не прошли дальше начального раунда (в 2020 году 0:8 от Гладбаха, в 2019 1:6 от Дармштадта, в 2012 0:3 от Боруссии Дортмунд, в 2011 1:4 от Ингольштадт 04, в 2010 году 0:1 от Фрайбурга)

## Достижения
- Крайслига A Бремен (VIII уровень): чемпионство в 1992 году
- Бециркслига Бремен (VII): чемпионство в 1993 году
- Ландеслига Бремен (VI): чемпионство в 1994 году
- Фербандслига Бремен (V): 1996, 2006
- Bremer Pokal (Кубок Бремена по футболу): победитель в 1992/93, 2002/03, 2007/08, 2009/10, 2010/11, 2011/12, 2018/19, 2019/20

## Состав
| №             | Игрок               | Страна                               | Дата рождения              |         |         |         |
| Вратари       | Вратари             | Вратари                              | Вратари                    | Вратари | Вратари | Вратари |
| ------------- | ------------------- | ------------------------------------ | -------------------------- | ------- | ------- | ------- |
| 26            | Мариус Вихман       | Германия                             | 30 лет                     |         |         |         |
| 26            | Северин Штефановски | Германия                             | 18 лет                     |         |         |         |
| 33            | Йонас Хорш          | Германия                             | 6 сентября 1998 (26 лет)   |         |         |         |
| Защитники     |                     |                                      |                            |         |         |         |
| 5             | Денис Нукич         | Германия                             | 21 апреля 1987 (37 лет)    |         |         |         |
| 11            | Николай Грэплер     | Германия                             | 28 лет                     |         |         |         |
| 15            | Денис Колодзией     | Германия                             | 21 марта 1997 (28 лет)     |         |         |         |
| 18            | Лука Зайдель        | Германия                             | 21 год                     |         |         |         |
| 21            | Ларс Тика           | Германия                             | 16 мая 1994 (30 лет)       |         |         |         |
| 23            | Тайрон Хааке        | Германия · Соединённые Штаты Америки | 19 лет                     |         |         |         |
| 24            | Феликс Баухус       | Германия · Того                      | 19 лет                     |         |         |         |
| 27            | Кёртис Опоку-Ваке   | Германия · Гана                      | 19 лет                     |         |         |         |
| 30            | Леон Требин         | Германия                             | 23 года                    |         |         |         |
| Полузащитники |                     |                                      |                            |         |         |         |
| 6             | Зейнедин Оканович   | Германия                             | 19 лет                     |         |         |         |
| 8             | Ишан Сатаев         | Германия · Узбекистан                | 19 лет                     |         |         |         |
| 9             | Мерт Атес           | Германия · Турция                    | 21 год                     |         |         |         |
| 10            | Том Требин          | Германия                             | 15 сентября 1997 (27 лет)  |         |         |         |
| 16            | Борис Ковешников    | Германия · Россия                    | 19 июня 1991 (33 года)     |         |         |         |
| 22            | Даниель Блок        | Германия                             | 21 сентября 1990 (34 года) |         |         |         |
| 28            | Йонас Кюль          | Германия                             | —                          |         |         |         |
| Нападающие    |                     |                                      |                            |         |         |         |
| 4             | Евгений Биденко     | Украина                              | 8 января 2003 (22 года)    |         |         |         |
| 7             | Даниель Хофман      | Германия                             | 20 лет                     |         |         |         |
| 17            | Мухаммад Сей        | Гамбия                               | 22 мая 1999 (25 лет)       |         |         |         |
| 19            | Омар Силлах         | Германия                             | 19 лет                     |         |         |         |
| 20            | Ибраим Алтунок      | Турция                               | 19 лет                     |         |         |         |
| 29            | Нико Поплавски      | Германия                             | 20 лет                     |         |         |         |
| 31            | Салиф Куяби         | Гамбия                               | 25 лет                     |         |         |         |